# 박수갈채

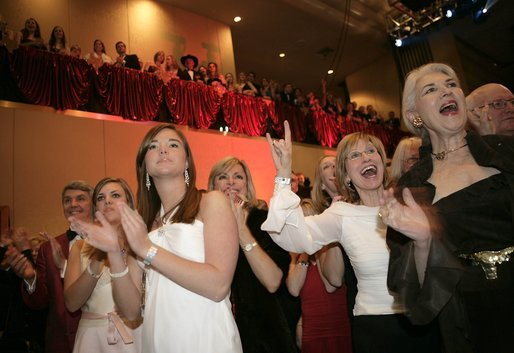
박수갈채하는 사람들

박수갈채(拍手喝采, 영어: applause)는 감동을 표현 하기 위해 양손으로 두드리는 것을 의미한다. 박수는 일반적으로 단순히 손을 두드리는 것을 의미하지만, 박수갈채는 칭찬 · 찬성 · 환영 · 환기 · 감격 · 감사 등의 감정이 담겨있다.

## 같이 보기
- 환호
- 야유
- 응원
- 박수
- 기립박수